# Шаявассі (округ)
Шаблон:StateAbbr_ 42°57′ пн. ш. 84°08′ зх. д. / 42.95° пн. ш. 84.14° зх. д.
Округ  Шаявассі (англ. Shiawassee County) — округ (графство) у штаті Мічиган, США. Ідентифікатор округу 26155.

## Історія
Округ утворений 1822 року.

## Демографія
За даними перепису 
2000 року 
загальне населення округу становило 71687 осіб, зокрема міського населення було 32917, а сільського — 38770.
Серед мешканців округу чоловіків було 35207, а жінок — 36480. В окрузі було 26896 домогосподарств, 19862 родин, які мешкали в 29087 будинках.
Середній розмір родини становив 3,06.
Віковий розподіл населення поданий у таблиці:
| Стать    | До 15 років | 15-21 | 22-29 | 30-39 | 40-49 | 50-65 | 65-85 | Понад 85 |
| -------- | ----------- | ----- | ----- | ----- | ----- | ----- | ----- | -------- |
| Чоловіки | 8176        | 3571  | 3172  | 5351  | 5664  | 5747  | 3273  | 253      |
| Жінки    | 7748        | 3453  | 3191  | 5484  | 5765  | 5784  | 4340  | 715      |

## Суміжні округи
- Сегіно — північ
- Дженесі — схід
- Лівінгстон — південний схід
- Інгем — південний захід
- Клінтон — захід
- Грешіт — північний захід

## Виноски
1. ↑  US Decennial Census. US Census Bureau. Архів оригіналу за 12 травня 2015. Процитовано 28 вересня 2014.
2. ↑  Historical Census Browser. University of Virginia Library. Архів оригіналу за 11 серпня 2012. Процитовано 28 вересня 2014.
3. ↑  Population of Counties by Decennial Census: 1900 to 1990. US Census Bureau. Архів оригіналу за 15 лютого 2015. Процитовано 28 вересня 2014.
4. ↑  Census 2000 PHC-T-4. Ranking Tables for Counties: 1990 and 2000 (PDF). US Census Bureau. Архів оригіналу (PDF) за 18 грудня 2014. Процитовано 28 вересня 2014.
5. ↑  State & County QuickFacts. US Census Bureau. Архів оригіналу за 25 грудня 2015. Процитовано 29 серпня 2013. [Архівовано 2015-12-25 у Wayback Machine.](англ.) Наведено за англійською вікіпедією.
6. ↑  American FactFinder. Бюро перепису населення США. Архів оригіналу за 26 лютого 2012. Процитовано 31 січня 2008. [Архівовано 2008-05-21 у Wayback Machine.]

| США | Це незавершена стаття з географії США. Ви можете допомогти проєкту, виправивши або дописавши її. |